# Китайско-Бирманско-Индийский театр военных действий

Нашивка китайско-бирманско-индийского ТВД

Китайско-Бирманско-Индийский театр военных действий (англ. China Burma India Theater, CBI) — использовавшийся в США во время Второй мировой войны термин для обозначения американских вооружённых сил, воевавших в юго-западном Китае, восточной Индии и северной Бирме. Он являлся чисто административным термином, и не имел единой оперативной управленческой структуры.

## Структура

### Сухопутные войска
Когда в 1941 году Китайская республика была включена в американскую программу ленд-лиза, то туда был отправлен генерал Джозеф Стилвелл, которого генералиссимус Чан Кайши назначил начальником своего штаба. Первым шагом Стилвелла стала попытка реформирования китайской армии. Эти реформы нарушали хрупкий баланс политических и военных союзов в Китае, благодаря которым генералиссимус оставался у власти. Реформа армии означала устранение людей, поддерживающих Чан Кайши в качестве главнокомандующего. Хотя Чан и предоставил Стилвеллу полную техническую свободу в командовании некоторыми китайскими соединениями, в то же время он опасался, что эти части, руководимые американцами, станут новой независимой силой, находящейся вне его контроля. Начиная с 1942 года представители китайского командования препятствовали использованию китайских частей в Бирме с целью, как они полагали, возвращения её в британскую колониальную империю.
Стилвелл прибыл в Бирму как раз в момент краха обороны страны, что сразу перерезало линии снабжения Китая; он лично вывел из Бирмы в индийский штат Ассам штабную колонну из 117 человек: сначала на машинах, потом на рыбацких лодках, а последнюю часть пути — 20 миль по кишевшему змеями субтропическому лесу. Считая, что китайский солдат ничуть не хуже солдата любой другой нации, если о нём нормально заботиться и дать ему достойного командира, Стилвелл организовал в Индии из отступивших туда из Бирмы китайских солдат две дивизии, образовавшие Командование северного боевого района.
Когда было принято решение о создании объединённого командования силами Союзников на Юго-Восточно-Азиатском театре военных действий, то Союзники согласились, что возглавить его должен представитель Великобритании. В августе 1943 года было образовано Юго-Восточно-Азиатское командование, которое возглавил лорд Луис Маунтбеттен, а Стилвелл стал его заместителем. В результате получилось, что с одной стороны Стилвелл, как глава Командования северного боевого района, является подчинённым командующего 11-й армейской группой Джорджа Джиффарда, но с другой стороны Джиффард является его подчинённым как заместителя начальника штаба главнокомандующего.
Стилвелл конфликтовал как с англичанами, так и с китайцами. В итоге в октябре 1944 года Чан Кайши потребовал его замены, и вместо него в Китай прибыл генерал Альберт Ведемейер. Ведемейер стал начальником штаба Чан Кайши и главнокомандующим американскими силами на Китайском театре военных действий, а командующим Командованием северного боевого района стал генерал Дэниел Султан, до этого бывший заместителем командующего Китайско-Бирманско-Индийским театром военных действий. Британская 11-я армейская группа была преобразована в Союзные сухопутные войска в Юго-Восточной Азии, и таким образом Китайско-Бирманско-Индийский театр военных действий как административная структура прекратил своё существование.

### Авиация
Одновременно с координацией усилий сухопутных войск, Союзники пришли к соглашению о необходимости создания единого командования авиацией, и в ноябре 1943 года было сформировано Юго-Восточно-Азиатское авиационное командование, которое возглавил маршал авиации КВВС сэр Ричард Пирс. Для управления воздушными операциями Союзников в Бирме было создано Восточное воздушное командование со штаб-квартирой в Калькутте, которое возглавил заместитель Пирса, генерал-майор ВВС США Джордж Стрэйтмейер. В отличие от напряжённых отношений между сухопутными командирами, операции союзных ВВС проходили относительно гладко.
В Восточном воздушном командовании Стрэйтмейер имел статус, сравнимый со статусом Стилвелла в сухопутном командовании. Под его командованием находились 10-я воздушная армия ВВС США, которая действовала в Бирме и была интегрирована в 3-ю тактическую воздушную армию КВВС, и 14-я воздушная армия, базировавшаяся в Китае и в реальности подчинявшаяся Чан Кайши. Весной 1944 года на театр военных действий прибыли Boeing B-29 Superfortress, входившие в состав 12-й воздушной армии США, однако они были задействованы для стратегических бомбардировок Японии и подчинялись напрямую Объединённому комитету начальников штабов в Вашингтоне.